# Winder (Paquistão)
Winder é uma cidade do Paquistão localizada na província de Baluchistão.